# Asmir Avdukić
Asmir Avdukić (Breza, 1981. május 13. –) bosnyák válogatott labdarúgó.

## Sikerei, díjai
Travnik
- First League of FBiH aranyérmes: 2006–07

 Borac Banja Luka
- Bosnyák bajnok: 2010–11
- Bosznia-hercegovinai Szerb Köztársaság kupagyőztes: 2010–11

 Radnik Bijeljina
- Bosnyák kupagyőztes: 2015–16
- Bosznia-hercegovinai Szerb Köztársaság kupagyőztes: 2015–16

## Fordítás
Ez a szócikk részben vagy egészben  az   Asmir Avdukić című angol Wikipédia-szócikk fordításán alapul.  Az eredeti cikk szerkesztőit annak laptörténete sorolja fel. Ez a jelzés csupán a megfogalmazás eredetét és a szerzői jogokat jelzi, nem szolgál a cikkben szereplő információk forrásmegjelöléseként.